# Еялет Рум
 За османския еялет на Балканите вижте Румелийски еялет.  
Еялет Рум (на османски турски: ایالت روم; Eyālet-i Rūm;), наречен по-късно Еялет Сивас (на османски турски: ایالت سیواس; Eyālet-i Sīvās) е османски еялет в северната част на Анадола, основан от Баязид I след завладяването на тази територия през 1390-те години.
Столица е град Амасия, след това Токат, а по-късно Сивас.